# 希尔萨
希尔萨（Hilsa），是印度比哈尔邦Nalanda县的一个城镇。总人口37748（2001年）。

## 人口
该地2001年总人口37748人，其中男性20378人，女性17370人；0—6岁人口6397人，其中男3386人，女3011人；识字率56.71%，其中男性为65.98%，女性为45.83%。